# Herminia autumnalis
Herminia autumnalis là một loài bướm đêm trong họ Noctuidae.